# Basarab III Laiotă cel Bătrân
Pour les articles homonymes, voir Basarab.
Basarab III Laiotă cel Bătrân (le Vieux), (mort en Transylvanie le 22 décembre 1480) est un prince de Valachie avec des interruptions de 1473 à 1477.

## Origine
Basarab III Laiotă se présente comme le fils de Dan II. Candidat au trône pendant le règne de Vlad III l'Empaleur, il réside en Transylvanie à Sighișoara (allemand Schässbourg) sous la protection des bourgeois saxons de la ville. Son surnom de cel Bătrân (le Vieux) lui a été donné par l'historiographie pour le différencier de son neveu, concurrent et successeur Basarab IV cel Tânăr (le Jeune).

## Règnes
Basarab Laiotă est porté au trône le 24 novembre 1473 par Étienne le Grand de Moldavie qui remporte une victoire sur les ottomans le 28 novembre et expulse Radu III le Beau le prince mis en place par la Sublime Porte. Avant la fin de l'année le  23 décembre 1473 Basarab III Laiotă est contraint de se retirer après une offensive de Radu III le Beau et de ses alliés turcs.
Il règne ensuite toujours en opposition avec le candidat des ottomans au printemps puis du 10 août au 4 septembre 1474 et  du 1er janvier 1475 au 8 novembre 1476 et il doit finalement lui aussi se reconnaitre leur vassal ce qui le brouille avec les moldaves contre qui il combat aux côtés des turcs à Valea-Albă.
Basarab III Laiotă redevient prince fin 1476 avec l'appui des turcs, après la déposition de Vlad III l'Empaleur. En novembre 1477 il est finalement renversé par son propre neveu Basarab IV Țepeluș cel Tânăr. Basarab III Laiotă cel Bătrân meurt réfugié en Transylvanie le 22 décembre 1480.